# Andigena cucullata
Andigena cucullata (tên tiếng Anh: Hooded mountain toucan) là một loài chim trong họ Ramphastidae.